# NGC 275
NGC 275 je galaksija u zviježđu Kit.

## Vanjske poveznice
- SEDS: NGC 275